# Гудзенко Едуард Іванович
Едуард Іванович Гудзенко  (27 квітня 1938, Черкаси — 29 серпня 2006) — український художник експресіоніст. Представник українського нонконформістського руху.
Малював картини в жанрах — натюрморт, мальовничі пейзажі, графічні портрети, сільські та індустріальні пейзажі, мальовничі портрети, фольклорні та театральні мотиви. Більшість його праць написані в експресіоністському та суворому стилі.

## Життєпис
27.04.1938 р. — народився Е. В. Гудзенко. Місце народження — Черкаси. Батьки: Євгенія Григорівна Гудзенко — мама, Іван Іванович Гудзенко — батько.
У 1947—1957 роках — навчання в Черкаській середній школі. В цей час він захоплюється малюванням і відвідує приватні заняття з образотворчого мистецтва у свого викладача креслення і малювання А. Ф. Пошиванька. Своїм духовним наставником молодий і талановитий учень вважав І. Е. Горбатова.
1957 — поступив до Кишинівського Державного художнього училища. У ці роки доля зводить учня з багатьма творчими особистостями. Зокрема — це педагоги — М. А. Ряснянський, А. А. Васильєв, А. В. Колчак, М. Р. Греку. Молодий художник проходив практику в столиці Угорщини у Корнеліу Баба.
1957—1962 — створення лінії пейзажних етюдів і натюрмортів. Найбільш відомими є «Полуниця», «Натюрморт з квітами»;
1958 — весілля з Юлією, яка була медичним працівником. Пізніше в сім'ї народилися дві дочки — Наталія та Олександра;
1960 — участь у мітингах і демонстрації в Кишиневі, проти Радянської влади. Приводом став арешт Марії Речіле і її 3-х денний допит співробітниками комітету державної безпеки;
1962 — закінчення навчання в художньому училищі. Написання серії портретів, у так званому «суворому стилі». Призначення на посаду керівника студії образотворчого мистецтва в Будинку піонерів у рідному місті Черкасах;
1966 — бере участь у виставці робіт молодих художників Української РСР. Там були представлені такі його картини — «Перці», «Соняшники». Ці твори захоплено відзначали Георгій Якутович, Тетяна Яблонська та Григорій Гавриленко.
1969 — початок утисків художника і публічна критика в Спілці художників Української РСР;
1969 − 1987 — Едуард Гудзенко трудиться над створенням лінії монументальних творів — мозаїки за мотивами народної тематики та театрального мистецтва;
1970 — експериментує і використовує при написанні картин елементи маскараду, ігрові сценічні мотиви;
1975 — написання «Автопортрета в ярмулці», який пізніше у 1980 р. був публічно висміяний;
1984 — робота над картиною — «Портрет ветерана Івана Грицая». Написана в дусі так званого «суворого стилю»;
1987 — участь у колективній виставці, яка проводилась у Черкаській галереї та була організована Спілкою художників Української РСР. Тут художник виставив практично всі свої картини. У цьому ж році виходить перший і єдиний прижиттєвий каталог творів Гудзенко.
1987 — серцевий напад і порушення нормальної роботи однієї руки;
1987 — робота над графічним автопортретом;
1990 — переїзд в село Будище, яке розташоване в 30 км від Черкас;
2005 — написання лінії живописних робіт. Сюди увійшла та остання картина Е. В. Гудзенко — «Алея спокою»;
29.08 2006 — перестало битися серце художника. Похований у селі Будище.
2007 — персональна виставка, яка офіційно стала першою, проходила в Черкаському художньому музеї. Був опублікований каталог творів Гудзенко. Видавець каталогу Н. Бабак.
2007 — виставка робіт на Арт-Київ. Організатори Український дім, журнал Art Ukraine;
2008 — персональна виставка у Національній спілці художників України. Захід відбувся завдяки зусиллям М. Бабака;
2011 — згадка про художника в популярному виданні «Українська культура 20-21 століть», як про яскравого і талановитого представника нонконформістського руху;
2014—2015 — персональна виставка творів «Мармуровому палаці» Російського музею. Куратори Світлана Швидка і Михайло Сидлін. Продюсер виставки Світлана Швидка;
2014 р. — у видавництві Російського музею Palace Edition виходить каталог робіт Гудзенко. Науковий керівник Євгенія Петрова, художній керівник видання Йозеф Киблицкий. Видавець каталогу Світлана Швидка;
2017 р. — персональна виставка в залах галереї мистецтв Зураба Церетелі, відділенні Російської академії мистецтв. Куратор і продюсер виставки Світлана Швидка.

## Критики
Олександр Якимович:
"Разглядывая его картины и рисунки, невозможно догадаться о том, какая нелегкая судьба выпала на долю их создателя. В работах Гудзенко виден свободный художник в том самом смысле, который был вложен в это понятие уже мастерами Ренессанса. Художник, неутолимо жадный до зрительных впечатлений, эмоциональный и готовый выплеснуть на холст свои переживания. Глаз мастера так устроен, что он видит и драму, и комедию, и трагедию в сочетаниях оттенков цвета, видит иронию и сарказм в фактуре мазка, в соединениях форм. Его душа и разум прямо связаны с глазом, а глаз — с рукою. Свободная творческая натура, описанная в «Фаусте» Гёте, есть натура любопытная и недоверчивая, вглядывающаяся в реальную жизнь и открывающая ее скрытые, не видимые людям стороны. И он не боится. Его не захомутаешь. Нормы, запреты, каноны официальных идеологий ему не указ.»

## Виставки

### Персональні виставки
- 2007 — «Едуард Гудзенко. 1938—2006», Черкаси, Музей образотворчого мистецтва, 19 вересня — 29 вересня
- 2008 — «Едуард Гудзенко. 1938—2006», Київ, Національна спілка художників України, 13 березня — 24 березня
- 2014—2015 — «Едуард Гудзенко. 1938—2006», Санкт-Петербург, Російський музей, 18 грудня — 16 лютого[3]
- 2017 — «Едуард Гудзенко. 1938—2006», Москва, Російська академія мистецтв, 28 лютого — 26 березня,[4]

### Колективні виставки
- 1966 — Республіканська виставка робіт молодих художників Української РСР, Київ
- 1987 — Виставка робіт молодих художників Євгена, Знайдена, Едуарда Гудзенко, Сергія Сосуліна в Черкаської організації Спілки художників України Української РСР, Черкаси. Каталог Черкаси Облполиграфиздат, 1987
- 2007 — виставка «Арт-Київ», в галереї Благодійного фонду «Культурна спадщина і сучасне мистецтво», Український дім, Київ, 1-10 листопада. Каталог «Арт-Київ», Київ